# Zeinat Olwi
Zeinat Olwi (em árabe: زينات علوي) cujo nome artístico era Zurah, (1930–1988) foi uma das principais dançarinas do ventre no Egito em meados do século XX. Ela apareceu em muitos filmes da Era de Ouro egípcia do cinema. Uma de suas atuações mais famosas foi no filme de Henry Barakat, de 1955 , Ayyam wa layali ( Dias e Noites) .

## Anglicizações do nome dela
Seu nome dado é anglicizado variadamente como Zeinat, Zinat, Zinaat e Zenat. Seu sobrenome é dado como Olwi, Elwi, Aloui .

## Filmografia
- Ayyam wa layali ( Dias e Noites ) (1955)
- El-Zawga Talattashar ( esposa número 13 )
- Karamat Zawgaty ( Dignidade da minha esposa ) (1967)
- Sabah El Kheir ya Zawgaty El-Aziza ( Bom dia, minha querida esposa ) (1969)